# Горский, Иван Иванович
Иван Иванович Го́рский (1893—1975) — советский геолог, стратиграф, палеонтолог, организатор науки; член-корреспондент АН СССР (1943).

## Биография
Иван Иванович Горский родился 31 августа (12 сентября) 1893 года в Рыбинске. В 1919 году окончил Петроградский горный институт.
С 1917 по 1947 года работал в Геологическом комитете, реорганизован во ВСЕГЕИ.
Одновременно с 1918 года преподавал в Ленинградском горном институте курсы палеонтологии позвоночных и беспозвоночных, палеоботанику. С 1935 года профессор Ленинградского горного института, в 1935 году — профессор палеонтологии. В 1950—1959 — заведующий кафедрой палеонтологии горного института.
Одновременно в 1942—1944 и 1948—1950 годах работал в Институте геологических наук АН СССР в Москве.
29 сентября 1943 года избран членом-корреспондентом АН СССР, Отделение геолого-географических наук (специальность геология).
В 1944—1947 годах директор Всесоюзного научно-исследовательского геологического института (ВСЕГЕИ).
В 1947—1952 годах председатель Президиума Карело-финского филиала АН СССР. Под его руководством шло укрепление академической науки в республике, были созданы новые структурные подразделения — Отдел экономики, отдел болотоведения с экспериментальной базой и др., стали выходить «Известия КФ АН СССР».
В 1948—1960 годах директор Лаборатории геологии угля АН СССР.
С 1954 года председатель, а с 1956 и президент Всесоюзного палеонтологического общества до 1973 года. В 1960—1968 годах заместитель академика-секретаря Отделения геолого-географических наук (затем Отделения наук о Земле) АН СССР.
С 1960 года работал в Геологическом институте АН СССР в Москве.
Умер 9 июля 1975 года в Москве. Похоронен на Востряковском кладбище.

## Исследования
Изучал геологию и угольные месторождения Урала, а также Казахстана и Средней Азии (занимался съёмкой угольных месторождений Ферганы, экспертизой угольных месторождений Турции).
Также исследовал фауну кораллов верхнего палеозоя на территории Советского Союза.
Автор нового учебного курса «Методы палеонтологических исследований», заместитель главного редактора многотомного издания «Геология СССР».
Участвовал в составлении геологических карт Урала в масштабе 1:500 000 (1939), Европейской части СССР, Кавказа в масштабе 1:1500000 (1948) и обзорной карты прогноза углей СССР в масштабе 1:5 000 000 (1956). Редактор атласа карт угленакопления на территории СССР (1962), международных карт угленосных отложений Европы (1967).
В его честь назван ряд ископаемых форм беспозвоночных животных.

## Награды и премии
- Орден Трудового Красного Знамени (1944, 1954, 1963)
- орден «Знак Почёта» (1945)
- Медаль «За доблестный труд в Великой Отечественной войне 1941—1945 гг.» (1946)
- Орден Ленина (1948, 1949)
- Золотая медаль имени А. П. Карпинского (1970)
- Орден Октябрьской Революции (1973)

## Членство в организациях
- 1919 — Русское палеонтологическое общество[7]
- 19?? — Национальный комитет геологов СССР
- 1967 — Международная комиссия по истории геологических наук
- 1968 — Вице—президент Международного палеонтологического союза[4].

## Научные труды
- Детальная геологическая съемка окрестностей Каменского завода. — М.—Л., 1931.
- Кораллы из нижнекаменноугольных отложений Киргизской степи. — М.—Л., 1932.
- Геологический очерк Кизеловского района // Угленосные отложения западного склона Урала. — Л.—М., 1932.
- Каменноугольные кораллы Новой Земли // Труды Всесоюзного Арктического института, т. 93, в. 3. — Л., 1938.
- Геотектонические условия формирования угольных месторождений Урала и связанные с ними особенности геологического строения месторождений // Известия АН СССР. Серия геологическая, 1943, № 4—5.
- Пояса и узлы угленакопления в свете современных данных // Труды Лаборатории геологии угля АН СССР, 1956, в. 5.
- История угленакопления на территории СССР. — Л., 1956.